# 2010年尖閣諸島抗議デモ

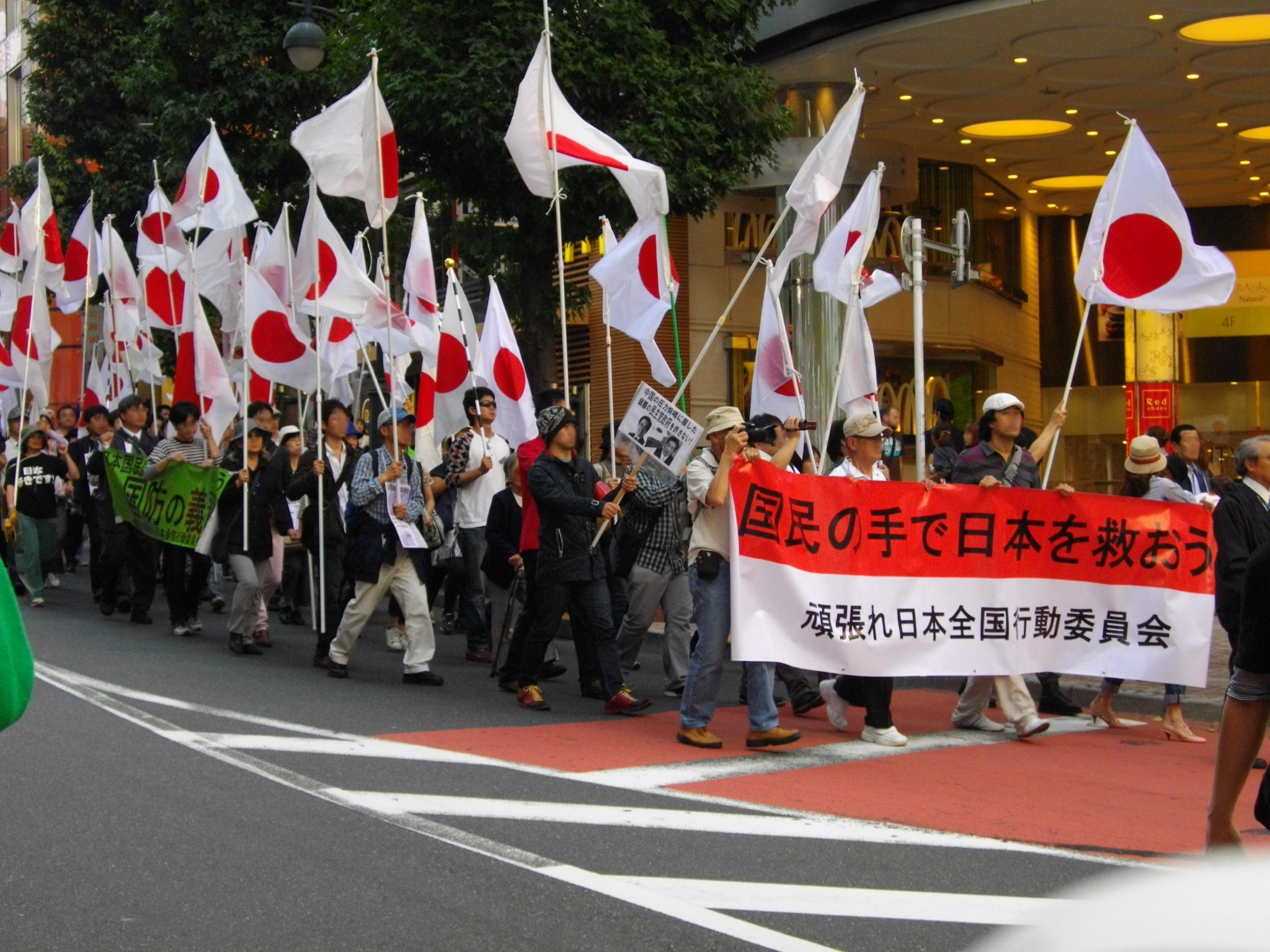
10月2日に渋谷で行われた「中国の尖閣諸島侵略糾弾！全国国民統一行動」

2010年尖閣諸島抗議デモ（2010ねんせんかくしょとうこうぎデモ）とは、尖閣諸島中国漁船衝突事件に端を発し、日本や中華人民共和国、中華民国（台湾）で行なわれた一連の抗議活動である。

## 概要
尖閣諸島沖の中国漁船衝突事件を巡り、日本においては、中国政府への抗議や日本政府（菅政権）の対応や態度について東京や沖縄を始めとする各地でデモ活動が行われている。
一方、中国においても反日デモや「日本の反中デモに対抗するデモ」が四川省や河南省など各地で発生し、デモ隊が暴徒化して日系企業の店舗や日本車を壊すなど、警察当局も抑えきれない規模に膨れ上る場面もあったが、回数を経るごとに武装警官を投入するなどの対策を講じ終息した。また、一部のデモでは反日を口実として中国政府の内政に対する批判が行われ、日本のメディアに注目された。

## 日本国内の抗議活動

### 経緯
2010年（平成22年）10月2日には、16道府県で抗議活動が行われた。特に田母神俊雄が会長を務める「頑張れ日本!全国行動委員会」を筆頭に「草莽全国地方議員の会」・「日本李登輝友の会」・「日本ウイグル協会」 が共催した東京・渋谷でのデモ行進は大規模であり、参加者は主催者発表で約2,700人。デモ行進前に代々木公園でおこなわれた集会では田母神俊雄、柚原正敬（日本李登輝友の会事務局長）、イリハム・マハムティ、山田宏、土屋敬之らが演説を行い、その後デモ隊は渋谷駅、表参道駅、原宿駅を経て再び代々木公園まで行進した。
10月3日には沖縄でも「尖閣諸島を守ろう実行委員会」が主催したデモが行われ、主催者発表で1,500人が参加したとされている。
10月16日には東京都六本木界隈で「頑張れ日本!全国行動委員会」を中心として、東京における尖閣デモの第2弾となる抗議集会とデモ行進を行い、(警察発表では約2,800人、香港『文匯報』発表では約5,800人）が参加し、混乱はなかったという。一方で、デモに対抗する在日中国人と思しき2人の若者が「排外主義」など書かれたプラカードを持ち、「帝国主義的膨張主義」であると叫びながらデモ行進の阻止を試み、警察官に排除される場面もあった。デモ行進終了後、希望者のみ中国大使館へ抗議行動へ向かい、全員が抗議を終えるまでに約2時間を要した。同日には宜野湾市でも「中国の領海侵犯から尖閣諸島海域を守る沖縄県民の集い」が行なわれ、約700人が参加した。
10月22日には大阪で「尖閣諸島を守ろう関西実行委員会」が主催した抗議集会が行われ、主催者発表によると約1,000人が御堂筋をデモ行進した。
これらの対中抗議デモを受け、中国外務省は日本国内の中国の大使館や総領事館の安全確保を求める談話を発表した。
10月23日には香川県高松市で「頑張れ日本！全国行動委員会・香川県本部」が主催した抗議集会が行われ、地方都市としては異例の多さである約300人がデモに参加した。
10月31日には同月2日に続いて再び名古屋で抗議活動が行われ、約650人がデモ行進をした。
尖閣諸島中国漁船衝突映像流出事件の直後の11月6日には、「頑張れ日本!全国行動委員会」を中心として、東京の日比谷野外音楽堂で「自由と人権アジア連帯集会」を開催し、田母神俊雄、小池百合子、山田宏、西村眞悟、ペマ・ギャルポらが中国の拡張主義と人権弾圧や、与党民主党の外交政策を非難する演説を行なった。集会の直後には4,500人（主催者側発表）が日比谷、銀座、有楽町界隈でデモ行進を行った。これは同団体による東京における尖閣抗議集会とデモの第3弾となり、参加者には今までデモに参加したことのない多くの学生、主婦、家族連れも含まれていた。
12月1日には、国会議事堂や民主党本部前で、12月18日には渋谷・原宿界隈で、「頑張れ日本!全国行動委員会」が、主に尖閣諸島問題を糾弾した「民主党内閣打倒」デモを行い、合わせて約5,700人以上がデモ行進を行った。また12月1日に行われた集会では、平沼赳夫や山谷えり子などの国会議員や多くの地方議員が、12月18日には12月10日に尖閣諸島に上陸した仲間均石垣市議が登壇し、尖閣諸島問題における民主党政権の対応を非難した。

### 日本国内における報道寡少問題
抗議活動が発生し始めて間もない頃は国内の報道機関による扱いが皆無に近く、日本国外の報道機関による取材や報道が多いといった状況が見られたが、回数を経るごとに国内の報道機関による報道も散見されるようになった。
主催者側の事前通達に基づいて翌29日にウォールストリートジャーナルがデモ予定に触れた報道を行い、同記事を聯合ニュース韓国語版と日本経済新聞英字版がそれぞれ配信し、10月1日にはBBC中国語版もデモ予定に触れた。デモ開催後にはロイター、ウォールストリートジャーナル、CNN、フランス通信社等の大手国際メディアを始め、中国、韓国、台湾、タイ、ベトナム、インドネシア、シンガポール 等のアジア諸国、その他オーストラリア、チェコ、ブラジル、イラン、クウェート、カナダ 等の世界各国で報道や配信が行われた。
一方、日本国内では、チャンネル桜のCS放送や同チャンネルのYouTube公式サイトがデモの様子についての報道を行ったものの、NHKや関東キー局、6大紙を含めた大手マスコミの取材や報道は一切行われなかった。これについてジェイ・キャストやサーチナ等の新興ネットメディア等が、日本国内の大手メディアによる報道の少なさに対する不自然さを指摘したが、国内大手マスコミは「放送していないものについては、回答はできません」、「ニュース項目の判断基準は、お答えしていません」等と回答を避けた。
なお、2010年10月16日の六本木におけるデモおよび中国大使館前抗議活動の報道は、シンガポールや香港を含む中華系メディアが14日に事前報道を開始。15日には台湾メディアもこれに続いた。日本では産経新聞 や時事通信、NHKなども報じている。
2010年11月6日の日比谷・銀座・有楽町におけるデモについては、産経新聞が翌7日付朝刊の一面で取り上げ、NHKも6日の夕方のニュースで放送するなど、これまでのデモよりも大きく報道された。イランのPRESS TVは主催者にインタビューを行うなど抗議デモを詳細に報じている。
著名人の見解
- 10月2日のデモの呼びかけ人の1人である田母神俊雄は同日のデモについて、「主だったメディアには直前にリリースした」「中国のデモは十数人規模でも日中で報じられるのに、日本でこれだけの人が集まったことが報じられないのはおかしい」と批判した[5]。

インターネット世論
- インターネット上では「欧米メディアは多数報じているのに、なぜ日本のメディアは報じないのか」「圧力がかかっているのか」「日本の公共放送局NHKに向かって行進したにもかかわらず、NHKはニュースにしなかった」「民主党に気を使っているのか」などの書き込みがおこなわれた[5][43][47]。

日本の報道機関による論評
- 夕刊フジは、マークしていなかったデモが予想外の規模になったとした上で、報道規制の存在を否定した[5]。
- 産経新聞は10月10日付けのコラムにて、10月2日のデモについて短く触れた[2]。
- 読売テレビ解説委員の春川正明は10月18日に放送された情報ライブ ミヤネ屋にて、「こういうデモに参加するのは一般の人ではない」と述べた。なお、この件で自身のブログにデモ参加者からの批判コメントが殺到し[48]、後日ブログ上で春川が謝罪するに至った[49]。

日本国外の報道機関による論評
- 环球网（中国メディア）は渋谷デモでは日本の主流のメディアの取材を見なかったと報道[50]。
- 朝鮮日報（韓国メディア）は「日本、反中デモより反日デモに関心　日本のメディアは、国内の反中デモよりも中国の反日デモに焦点を合わせた報道を行った。」と報道[51]。

### 確認されている主な活動
| 日付           | 都市                          | デモ行進 参加人数          | 主催 | 備考                                         |
| -------------- | ----------------------------- | -------------------------- | --- | -------------------------------------------- |
| 2010年10月2日  | 東京都渋谷区                  | 約2,700人                  | 頑張れ日本!全国行動委員会 |                                              |
| 2010年10月3日  | 沖縄県那覇市                  | 約1,500人                  | 尖閣諸島を守ろう実行委員会 |                                              |
| 2010年10月16日 | 東京都港区                    | 約6,000人 または 約2,800人 | 頑張れ日本!全国行動委員会 |                                              |
| 2010年10月16日 | 沖縄県宜野湾市                | 約700人                    | 中国の領海侵犯から尖閣諸島海域を守る沖縄県民の集い実行委員会 |                                              |
| 2010年10月17日 | 東京都・秋葉原                | 約200人                    | 在特会 ・主権会 ・排害社 ・日護会 ・政経調査会 ・千風の会 ・外国人犯罪追放運動 ・日本の自存自衛を取り戻す会                                                                                  | 反日と見なした秋葉原の店舗にも抗議を行なった |
| 2010年10月22日 | 大阪府大阪市                  | 約1,000人                  | 尖閣諸島を守ろう関西実行委員会 |                                              |
| 2010年10月23日 | 香川県高松市                  | 約300人                    | 頑張れ日本!全国行動委員会 |                                              |
| 2010年10月24日 | 北海道札幌市                  | 約70人                     | 在特会北海道支部、そよ風北海道、俊傑憂憤の集い、日本シルクロード科学倶楽部、真広島長崎平和集会千人委員会、維新政党・新風北海道本部、新しい歴史教科書をつくる会札幌支部、日本領土領海戦略会議 |                                              |
| 2010年10月31日 | 愛知県名古屋市                | 約650人                    | 頑張れ日本!全国行動委員会 |                                              |
| 2010年11月6日  | 東京都千代田区、 東京都中央区 | 約4,500人                  | 頑張れ日本!全国行動委員会 |                                              |
| 2010年11月20日 | 大阪府大阪市                  | 約3,300人                  | 頑張れ日本!全国行動委員会 |                                              |
| 2010年12月1日  | 東京都千代田区                | 約1,700人                  | 頑張れ日本!全国行動委員会 |                                              |
| 2010年12月18日 | 東京都渋谷区                  | 約4,000人                  | 頑張れ日本!全国行動委員会 |                                              |

デモで使用した旗
日本国旗 ・旭日旗 ・ チベット旗 ・ ベトナム国旗と黄色旗 ・ 東トルキスタン旗・満州国国旗・オリンピックシンボルの五輪を手錠で象った旗（国境なき記者団が用意した旗である）。

## 中国国内の抗議活動

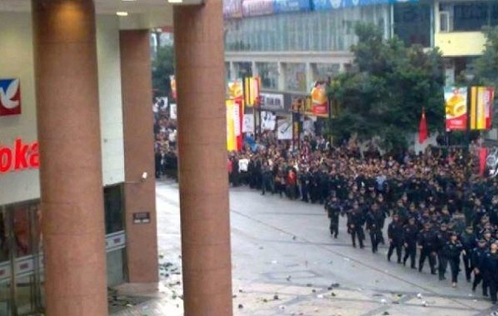
成都のイトーヨーカドー前で行われたデモ行進

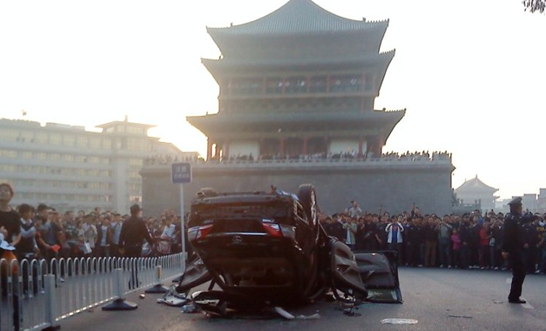
西安でデモ隊にひっくり返された乗用車(中国向けトヨタ・カムリ)

### 経緯
衝突事件以後、散発的に抗議活動が行われている。デモ参加者には江沢民前総書記による徹底した愛国教育によって反日感情を植え付けられている1980年代・1990年代生まれの若者が多いこと、中国政府によって社会問題に対する不満のはけ口が反日に向かうように統制されていることが指摘されている。
10月16日、中国の少なくとも3つの都市で数万人規模のデモが発生し、新華社の報道によれば、河南省鄭州市、陝西省西安市、浙江省杭州市でもデモがあったという。四川省成都市で数千人規模の反日デモが起こり、現地のイトーヨーカ堂や伊勢丹の窓ガラス、ショーケース、シャッターがデモ隊に破壊される事態が起こった。陝西省西安市では7000人以上のデモ隊が集結して日本国国旗を燃やし、ミズノの直営店 や日本料理店のガラスが割られた。デモでは「沖縄を回収、解放せよ」「打倒小日本」などと書かれた横断幕が掲げられた。同日、中国のインターネット上では在東京中国大使館への抗議活動への対抗デモの呼びかけが相次いでいた。
10月17日、四川省綿陽市では1万人以上のデモが暴徒化して日本料理店や日系家電店などを襲い日本車を破壊した。産経新聞によれば、警察は付近の交通整理をおこなったが、デモの制止はおこなわなかったという。
10月18日、湖北省武漢市では約2千人のデモが発生した。警察はデモは容認しつつ暴徒化は阻止した。
10月23日には四川省徳陽市において約1,000人規模の反日デモがあり、日本製品の不買を呼びかけるなどし、一部では日本車を壊す参加者も存在した。このデモを取材していた日本のメディアを含む外国人記者数名が「安全確保」のため中国公安によって一時拘束され、市外へ強制退去させられた。
10月24日には甘粛省蘭州市および陝西省宝鶏市でそれぞれ数百人から千人規模の反日デモが発生した。蘭州市でのデモ行進は100人ほどで広場を出発し、野次馬なども含めて数百人に増加つつあったが、数キロ行進したところで武装警察部隊が投入され、警察官の説得でいったんは解散したものの、再び広場でデモが発生した。宝鶏市でのデモでは、参加者からは反日のみならず「官僚腐敗」や「住宅価格高騰」など、中国政府を批判する横断幕も掲げられたほか、中国共産党による一党独裁を批判する「多党制推進」と書かれた横断幕や、中には「馬英九（台湾総統）歓迎」といった横断幕もあったといい、「反日デモという口実で、政権批判を断行している」との見方もある。なお、これらの政権批判を主張した参加者は警察に連行され、翌25日には再発を警戒した当局により市内の大学は閉鎖、参加した一部の学生は大学から除籍処分を受けたという。また、インターネット上には、「反日デモは反党デモに華麗に変化した」といった政権批判デモを礼賛する声が相次いでいるという。
10月26日には直轄市である重慶市で1000人規模のデモが発生した。当初このデモを企画したとされる企業の経営者ら20人ほどが市内の朝天門広場で活動を始めたところ、学生や野次馬なども加わり規模を拡大し、初めはデモを阻止しようと説得にあたっていた警察も「理性的ならば」という条件付きでの行進を認めた。5kmほど離れた日本総領事館に到着するころには1000人規模に膨らんでおり、領事館が入居する建物への進入を試みて警察隊ともみ合ったが阻止された。また、一部の参加者が領事館前などで日章旗に火を付ける場面もあった。そのまま行進を続け2時間ほど経過し、日系企業が出店している商業施設に到着した時点で1000人規模の武装警官が投入され、収束した。なお、日本関連の施設や自動車が破壊される等の被害は確認されていない。従前より中国各地で続く一連の反日デモとしては、直轄市であることと日本の総領事館が置かれている地域であること、共に初めてである。
11月14日には湖南省長沙市および遼寧省丹東市で、インターネットにより反日デモが呼びかけられていたが、警戒を強化していた警察により抑えこまれ、未遂に終わった。長沙市では15時頃、集合場所とされた日系百貨店にデモ参加のために来たとみられる若者約10人が、早朝から警備にあたっていた警察官に連行された。
また、11月16日にも浙江省杭州市や江西省南昌市で反日デモが呼びかけられていたが、同様に当局が警備を強化し、未然に防いだ。

#### 在米中国人による抗議活動
2010年9月18日、ニューヨークの日本総領事館前に1000人規模の在米中国人が集まり「釣魚島は中国の領土だ」などと訴えるデモ活動を行った。

### 中国国内における報道
衝突事件の発生以降、中国共産党は国内において自国報道機関による反日デモの報道を規制していたが、10月18日に「中国共産党中央宣伝部」として以下の5項目からなる通達を出した。
1. 反日デモの独自報道は禁止、国営通信新華社の記事に限定
2. 日本の右翼勢力については中国外務省の見解に基づき報道
3. 国内の反日デモ、日本の反中デモは1面など目立つ場所に掲載しない
4. 日本関連の突発事件はメディア各社の幹部の指示を受けて処理
5. その他の日本に関係する報道は新華社の記事使用に限定

この通達により、事実上国内の報道機関が自由に報道することができなくなった。日本国外の報道機関についても上述の当局による拘束が発生しており、中国政府が日中関係への配慮のほか、報道によって触発された連鎖的なデモが発生し、社会不安や政府への批判に転じることを抑える狙いもあるとされるのに加え、当局の焦りの表れといった見方もある。
10月24日には中国共産党の機関紙である人民日報がウェブサイト「人民網」にて、「理性を持って愛国の情熱を表現しなければ」と、抗議行動に関する直接的な表現を避けつつも論評を掲載した。一連のデモ参加者の主な構成要素でもある若年層が多く利用するインターネット上で言及することにより、当局が抑制を狙ったとの見方もある。

### インターネット上での反応
2010年11月15日、中国のオンライン活動家の女性がTwitterで反日デモに参加した若者を風刺する投稿をRT（リツイート、再投稿）したという理由で地元警察に拘束され、1年間の強制労働所行きを言い渡された。アムネスティ・インターナショナルのアジア太平洋地域ディレクターであるサム・ザリフィは、「明らかに風刺と分かる意見を繰り返したことで、誰かを裁判もなしに強制労働所に1年間送っていることから、中国がオンラインでの表現をどれだけ抑圧しているのかが分かる」と述べた。また、「たった1件のツイート（投稿）で政治犯となった初めての中国国民かもしれない」とのこと。

### 確認されている主な活動
| 日付           | 都市         | デモ行進参加人数 | 備考             |
| -------------- | ------------ | ---------------- | ---------------- |
| 2010年10月16日 | 四川省成都市 | 約2,000人        |                  |
| 2010年10月16日 | 陝西省西安市 | 約7,000人        |                  |
| 2010年10月16日 | 河南省鄭州市 | 不明             |                  |
| 2010年10月17日 | 四川省綿陽市 | 10,000人以上     |                  |
| 2010年10月18日 | 湖北省武漢市 | 約2,000人        |                  |
| 2010年10月23日 | 四川省徳陽市 | 約1,000人        |                  |
| 2010年10月24日 | 甘粛省蘭州市 | 数百人           |                  |
| 2010年10月24日 | 陝西省宝鶏市 | 数百人           |                  |
| 2010年10月24日 | 江蘇省南京市 | 数百人           | 解散させられ未遂 |
| 2010年10月26日 | 重慶市       | 約1,000人        |                  |
| 2010年11月14日 | 湖南省長沙市 | 約10人           | 連行され未遂     |

反日デモが起きた地域は北京市、上海市、広州市と言った大都市から内陸部にある事が特徴。この反日デモの背景には都会との経済格差と学生の就職難があり、表向きでは政府に対抗できないので反日デモに参加しているのではないかと言われている。

## 台湾の抗議活動
中国と同じく尖閣諸島に対する領有権を主張している中華民国政府が支配する台湾においても、抗議デモが発生している。中華世界において、尖閣諸島は中国固有の領土と主張する保釣運動活動家によって、台北市にある事実上の台湾における日本の領事館である財団法人交流協会に対する抗議デモが9月14日に行われた。その前日の9月13日には、活動家が抗議船を派遣し尖閣諸島海域の日本側EEZ内まで侵入している。
そのうち抗議船は中華民国行政院海岸巡防署が巡防船12隻を派遣し保護したが、この時には海上保安庁の艦船と双方が対峙したうえに、台湾側の官吏が日本側に対して尖閣諸島は台湾領であるとする領土声明を発表した。また台湾当局はこの抗議船を「民間の自発的行動」と称賛しており、事実上黙認している。

## 各国の反応

### 日本
- 2010年10月17日 - 海江田万里経済財政担当大臣は中国における反日デモについて、「まだ一部の動きだろうと思うが、燃え上がらないように日本も努力しなければいけない」と述べた[87]。
- 2010年10月17日 - 岡田克也幹事長は中国における反日デモについて、「大事な日中関係だから、それぞれの国民感情をあおるようなことは厳に慎むべきだ」と述べた[88]。
- 2010年10月18日 - 仙谷由人官房長官は同16日に東京都で行われた反中デモについて「あまり過敏に反応するのはいかがかと思う」と述べた[89]。
- 2010年10月19日 - 北澤俊美防衛大臣は中国における反日デモについて、「国の中でさまざまな意見が共鳴してデモになることはどこにでもあると思う」と述べた[90]。
- 2010年10月27日 - 前原誠司外務大臣は衆議院外務委員会で、中国における反日デモで被害を受けた日系企業施設について、「損害の救済は中国側が中国国内法に従って行うべきだが、被害に遭った日本国民から要望がある場合には政府としても適切に対応していきたい」と述べた[91]。
- 2010年11月1日 - 武部勤は衆議院予算委員会の質疑で、「政府の外交失策を憂える国民は非常に多くなっており（中略）国内で抗議デモも行われたことが報道されておりますけれども」と述べた。

### 中国
- 2010年10月16日 - 外務省が日本側に対し「重大な関心」を表明したとの談話を出し、中国大使館や総領事館の安全確保を求めるとした[12]。
- 2010年10月26日 - 中国外務省の馬朝旭報道局長は自国における反日デモについて、「日本側の誤った言動に憤慨するのは理解できるが、愛国の熱情は法に従って理性的に表現すべきで、非理性的な違法行為には賛成しない」と述べた[76]。

### 台湾
- 2010年10月23日 - 東京国際映画祭に参加していた中国代表団が台湾代表団に中台で連帯してグリーンカーペット上で尖閣抗議デモを行うことを提案したが台湾代表団は拒絶した[92]。